# Boots Riley

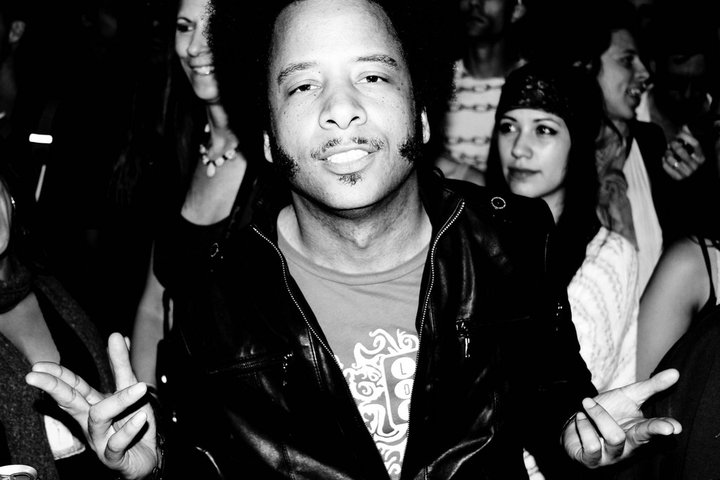
Boots Riley

Raymond Lawrence „Boots“ Riley (* 1. April 1971 in Chicago) ist ein US-amerikanischer Rapper, Film- und Musikproduzent, Filmregisseur, Drehbuchautor und kommunistischer Aktivist. Er ist der Leadsänger des Hip-Hop-Duos The Coup und vom Street Sweeper Social Club. Mit Sorry to Bother You gab er sein Regiedebüt bei einem Spielfilm.

## Leben
Boots Riley wurde 1971 als Raymond Lawrence Riley geboren in Chicago geboren. Als er sechs Jahre alt war, zog er mit seiner Familie nach Oakland in Kalifornien. Schon in jungen Jahren war Riley politisch aktiv. Seine Eltern, Walter Riley und Anitra Patterson, waren social justice organisers, und ihr Sohn tat es ihnen gleich und trat mit 15 Jahren der marxistisch-leninistischen Progressive Labour Party bei. 1991 gründete er gemeinsam mit Pam The Funkstress das Hip-Hop-Duo The Coup und veröffentlichte in den folgenden Jahren sechs politisch aufgeladene Alben. Er war auch für The Street Sweeper Social Club tätig.

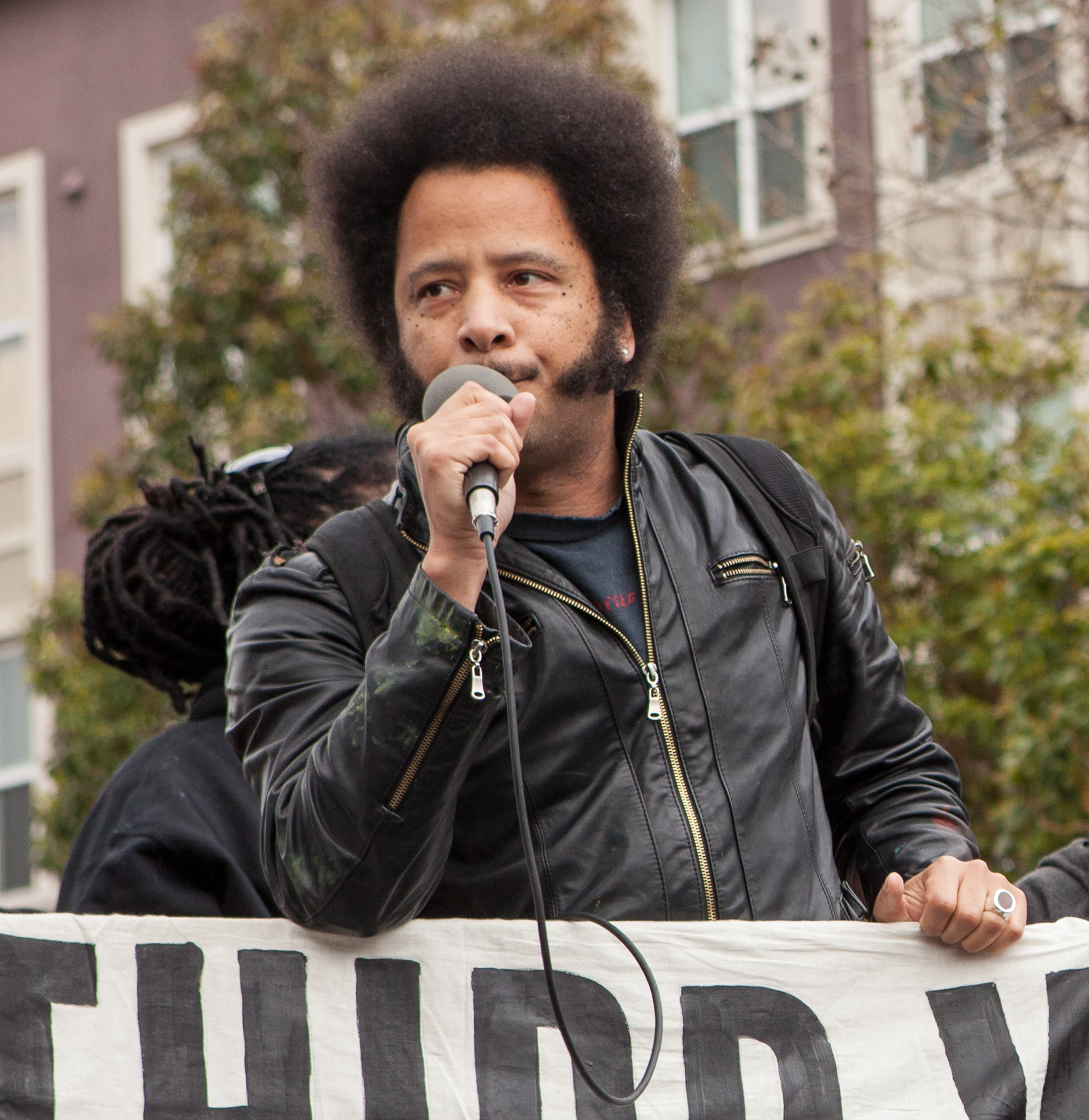
Boots Riley am Martin-Luther-King-Day im Januar 2016 in Emeryville

Riley besuchte die Oakland High School und studierte Film an der San Francisco State University. Es war für ihn ein lang gehegter Wunsch, Filme zu machen. Daher arbeitete er Jahre lang an dem Drehbuch für seinen Debütfilm Sorry to Bother You. In einem Lab des Sundance Institute hatte Riley das Drehbuch gemeinsam mit Schauspielern und anderen Regisseuren und Autoren weiterentwickelt. Riley, der in seinen bisherigen Songs des Öfteren längere Geschichten erzählte und diese auch über mehrere Songs hinweg miteinander verknüpfte, sagte über diese Arbeit, so etwas in einem Film zu machen sei ihm leichter gefallen, als es bei der Musik der Fall war, und der kreative Aspekt sei für ihn viel einfacher gewesen, als beim Schreiben eines Songs. Sorry to Bother You feierte im Januar 2018 im Rahmen des Sundance Film Festivals seine Premiere und kam im Juli 2018 in die US-Kinos. The Coup steuerten auch Musik für den Soundtrack zum Film bei.
Beim San Francisco International Film Festival wurden Ende April 2023 die ersten vier Folgen seiner Fernsehserie I’m a Virgo vorgestellt, die im weiteren Verlauf des Jahres in das Programm von Prime Video aufgenommen werden soll. Felix, der in der Fernsehserie von Brett Gray gespielte Protagonist, lebt in Oakland.
Im Sommer 2024 wurde Riley Mitglied der Academy of Motion Picture Arts and Sciences.

## Filmografie
- 2005: The Coup: The Best Coup DVD Ever (Musikvideo, Regie)
- 2018: Sorry to Bother You (Regie und Drehbuch)
- 2023: I'm a Virgo (Fernsehserie, Regie und Drehbuch)

## Auszeichnungen
Critics’ Choice Movie Award
- 2019: Nominierung als Beste Komödie (Sorry to Bother You)

Gotham Award
- 2023: Nominierung in der Kategorie Breakthrough Series – Under 40 minutes (I’m A Virgo)[12]

Independent Spirit Award
- 2019: Auszeichnung als Bester Debütfilm (Sorry to Bother You)

Online Film Critics Society Award
- 2018: Nominierung als Bester Newcomer – Filmemacher (Sorry to Bother You)
- 2018: Nominierung für das Beste Originaldrehbuch (Sorry to Bother You)

## Werke
- Boots Riley: Tell Homeland Security – We Are The Bomb. Collected Lyrics and Writings. Haymarket Books, 2015. ISBN 978-1-60846-253-7